# Daring Club Motema Pembe
Il Daring Club Motema Pembe è una società calcistica congolese con sede nella città di Kinshasa.
Il club fu fondato il 22 febbraio 1936 con il nome di Falcon Daring. Dal 1949 al 1985 fu denominato CS Imana, per poi assumere l'attuale denominazione.

## Palmarès

### Competizioni nazionali
- Campionato di calcio della Repubblica Democratica del Congo: 12

1963, 1964, 1974, 1978, 1989, 1994, 1996, 1998, 1999, 2004, 2005, 2008
- Coupe de République démocratique du Congo: 15

1964, 1974, 1978, 1984, 1985, 1990, 1991, 1993, 1994, 2003, 2006, 2009, 2010, 2021, 2022

### Competizioni internazionali
- Coppa delle Coppe d'Africa: 1

1994

### Altri piazzamenti
- Campionato di calcio della Repubblica Democratica del Congo:

Secondo posto: 1990, 2007
Terzo posto: 2012, 2016-2017, 2017-2018
- Coppa delle Coppe d'Africa:

Semifinalista: 1992
- Coppa CAF:

Semifinalista: 1998
- Supercoppa CAF:

Finalista: 1995

## Rosa 2014-2015
| N. |                         | Ruolo | Calciatore        |
| -- | ----------------------- | ----- | ----------------- |
| 1  | RD del Congo (bandiera) | P     | Ley Matampi       |
| 2  | RD del Congo (bandiera) | D     | Nkembi Bivala     |
| 3  | RD del Congo (bandiera) | D     | Bangala Litombo   |
| 4  | RD del Congo (bandiera) | C     | Kisombe Makuntima |
| 5  | Ruanda (bandiera)       | D     | Mao Kalisa        |
| 6  | RD del Congo (bandiera) | D     | Ungenda Muselenge |
| 7  | RD del Congo (bandiera) | A     | Mbidi Mavuanga    |
| 8  | RD del Congo (bandiera) | C     | Mayayi Mukoko     |
| 9  | RD del Congo (bandiera) | A     | Nzuzi Soki        |
| 10 | RD del Congo (bandiera) | C     | Salakiaku Matondo |
| 11 | RD del Congo (bandiera) | C     | Mulekelayi Kanku  |

| N. |                           | Ruolo | Calciatore       |
| -- | ------------------------- | ----- | ---------------- |
| 12 | RD del Congo (bandiera)   | C     | Ndjeka Mukadio   |
| 13 | RD del Congo (bandiera)   | A     | Inasawa Mfumu    |
| 14 | RD del Congo (bandiera)   | A     | Diavita Dama     |
| 15 | RD del Congo (bandiera)   | C     | Nkanu Mbiyavanga |
| 16 | RD del Congo (bandiera)   | C     | Bamenga Mukoko   |
| 17 | RD del Congo (bandiera)   | C     | Yannick Mbidi    |
| 18 | RD del Congo (bandiera)   | A     | Serge Lofo       |
| 19 | RD del Congo (bandiera)   | A     | Ngidi Yemweni    |
| 20 | RD del Congo (bandiera)   | C     | Landu Makela     |
| 21 | RD del Congo (bandiera)   | D     | Lino Masombo     |
| 51 | Costa d'Avorio (bandiera) | A     | Jùnior Koné      |